# تمساح‌واران پوزه‌باریک
تمساح‌واران پوزه‌باریک (به لاتین: Gavialoidea) یکی از سه بالاخانواده تمساح‌سانان است که دو بالاخانواده دیگر یعنی الیگاتورواران و تمساح‌واران هستند. اگرچه بسیاری از گونه‌های منقرض‌شده شناخته شده‌اند، اما امروزه تنها دو گونهٔ تمساح پوزه‌باریک گنگی Gavialis gangeticus و گریال دروغین Tomistoma schlegelii زنده هستند.